# Koldioxidekvivalent
Koldioxidekvivalenter eller CO2e är ett mått på utsläpp av växthusgaser som tar hänsyn till att olika sådana gaser har olika förmåga att bidra till växthuseffekten och global uppvärmning. När man uttrycker utsläppen av en viss växthusgas i koldioxidekvivalenter anger man hur mycket koldioxid som skulle behöva släppas ut för att ge samma verkan på klimatet.
Räknat per utsläppt ton bidrar exempelvis metan (CH4) 28 gånger mer till växthuseffekten än koldioxid. Ett metanutsläpp på 1 ton motsvarar därför 28 ton koldioxidekvivalenter.
Genom att uttrycka växthusgasutsläpp i koldioxidekvivalenter kan man enkelt jämföra de enskilda gasernas bidrag till växthuseffekten och addera dem. Omräkningen sker genom att man multiplicerar utsläppen av varje växthusgas med gasens så kallade GWP-värde (global warming potential).

## Enheter
Följande enheter är vanligt använda:
- Av Förenta nationernas klimatpanel: miljarder metriska ton koldioxidekvivalenter = n×109 ton koldioxidekvivalenter (GtCO2e)[4]
- Av industrier: miljoner metriska ton koldioxidekvivalenter (MMTCDE)[5] och MMT CO2e[6]
- För fordon: gram koldioxidekvivalenter per kilometer (gCO2e/km) eller mile (gCO2e/mile)[7][8]